# بنیاد جیمی ویلز
بنیاد جیمی ویلز (انگلیسی: Jimmy Wales Foundation) با نام کامل بنیاد جیمی ویلز برای آزادی بیان (Jimmy Wales Foundation for Freedom of Expression) یک مؤسسه خیریه بریتانیایی است که توسط جیمی ویلز، بنیانگذار و رئیس بنیاد ویکی‌مدیا برای مبارزه با نقض حقوق بشر در زمینه آزادی بیان تأسیس شده‌است. ولز پس از دریافت جایزه از حاکم دبی، این مؤسسه را تأسیس کرد. مدیر اجرایی این بنیاد اوریت کوپل است.